# Parque Nacional de Bryce Canyon
O Parque Nacional de Bryce Canyon (em inglês, Bryce Canyon National Park) é um parque nacional dos Estados Unidos, localizado no sudoeste do estado de Utah. Apesar do seu nome, Bryce não é propriamente um canyon, mas sim um grande anfiteatro natural formado pela erosão. Bryce destaca-se pelas suas estruturas geológicas únicas, chamadas chaminés de fada, que se formaram pela erosão causada pelo acção do vento, da água e do gelo.

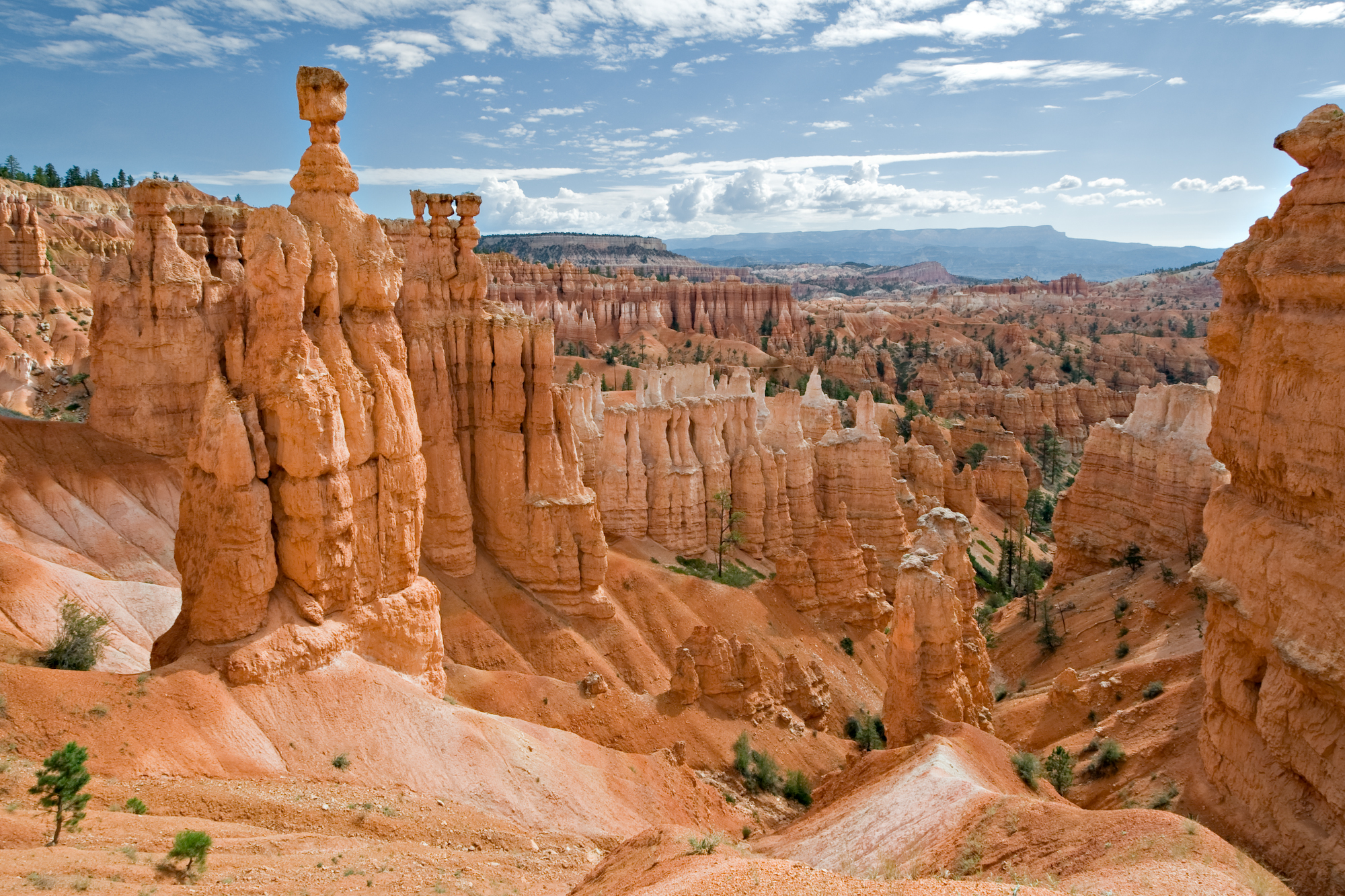
A formação geológica o "Martelo de Thor", no Parque Nacional de Bryce Canyon, Utah, EUA.